# Maria Klobenstein

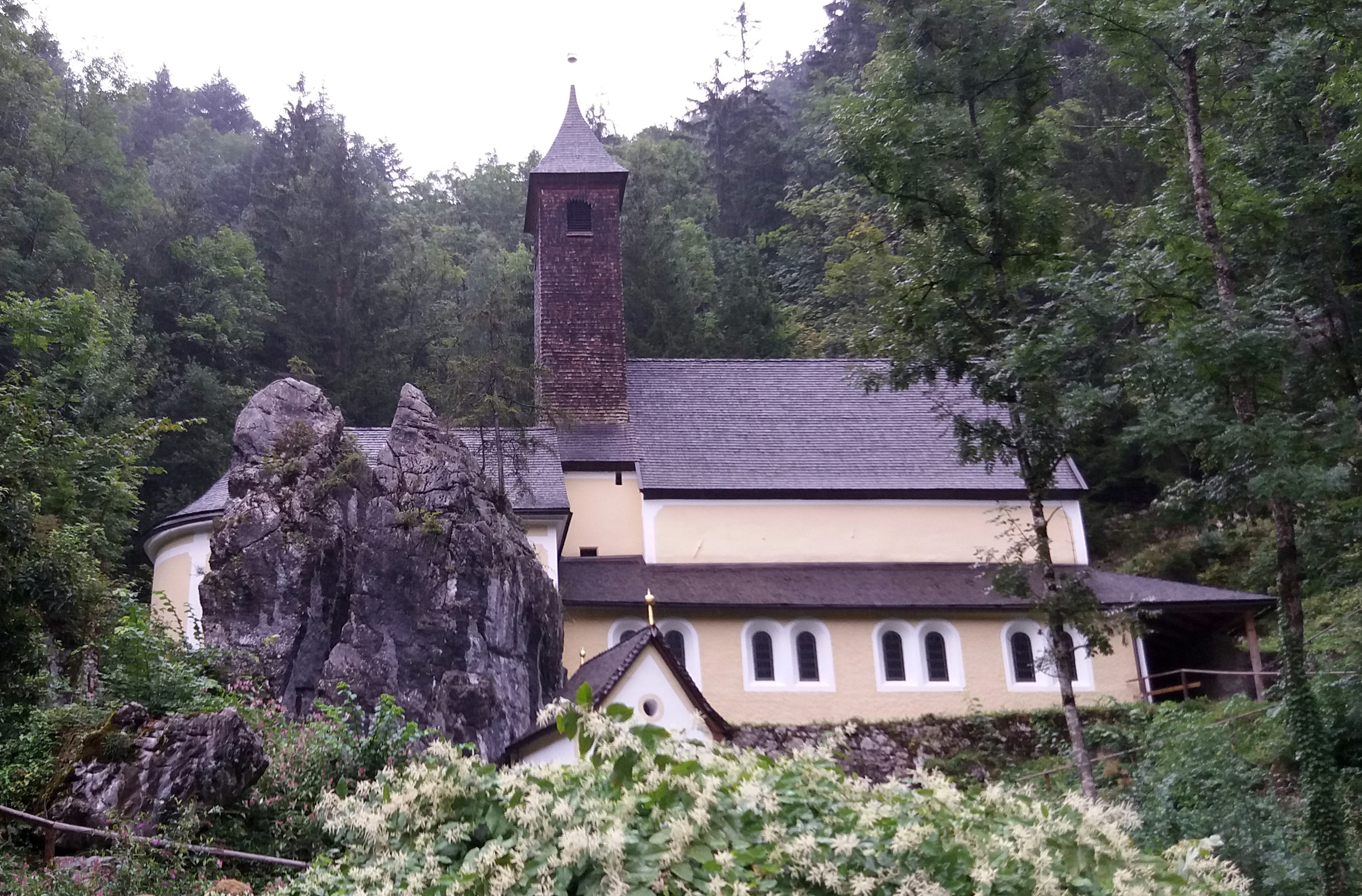
Die drei Wallfahrtskapellen Maria Klobenstein in Kössen

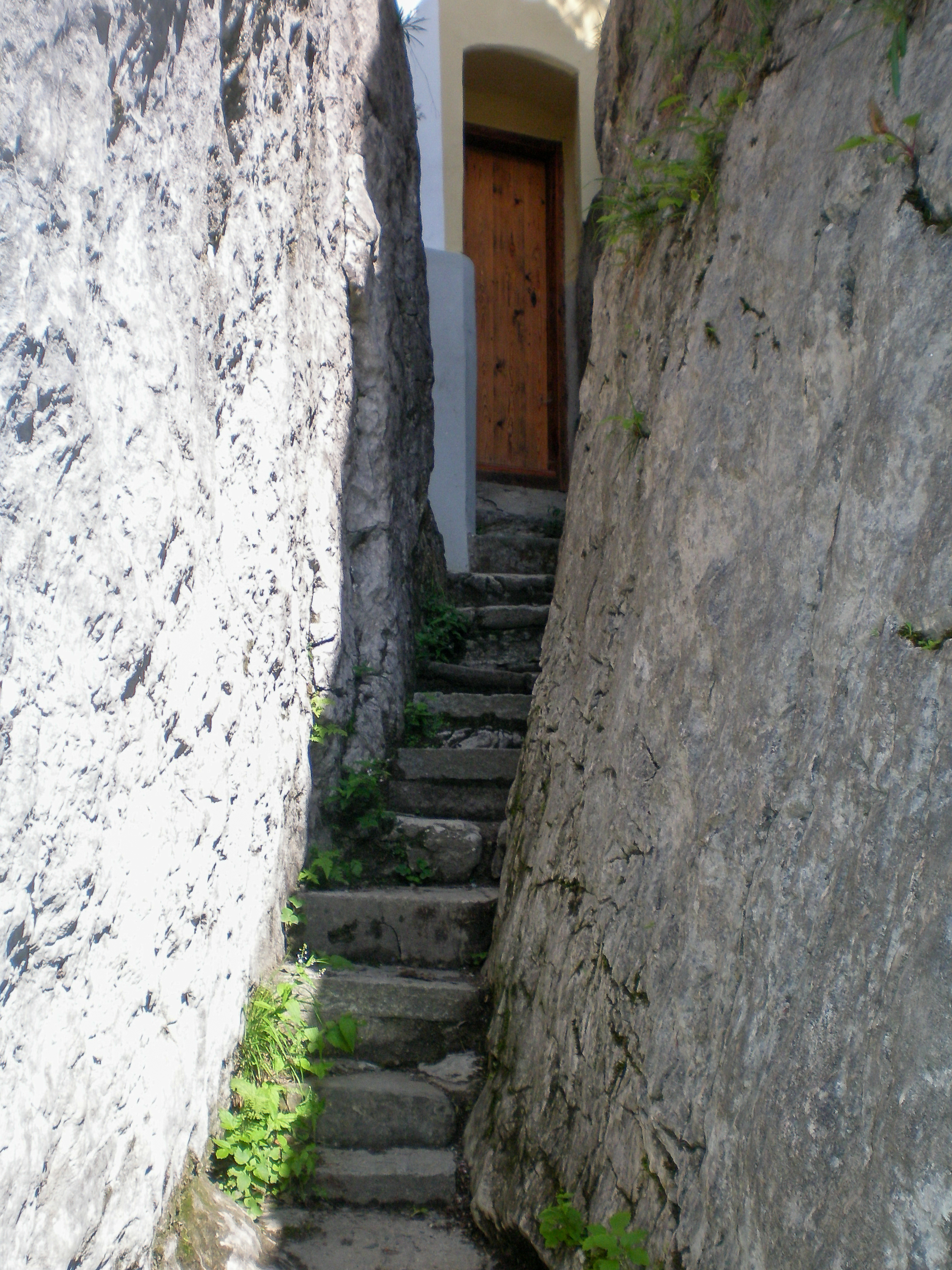
Durchgang im gespaltenen Stein

Die Wallfahrtsanlage Maria Klobenstein befindet sich im Durchbruchstal Entenlochklamm der Großache in der Gemeinde Kössen im Bezirk Kitzbühel im Bundesland Tirol. Die Wallfahrtskapellen stehen unter Denkmalschutz (Listeneintrag).

## Geschichte
Das Gnadenbild Mariahilf wurde hierorts seit dem 17. Jahrhundert verehrt. Die Loretokapelle wurde 1701 erbaut. Die Mariahilfkapelle wurde von 1731 bis 1733 erbaut. Die Lourdeskapelle wurde 1886 erbaut. Die Loreto- und Mariahilfkapelle wurden 1890 baulich mit einem Gang verbunden. 1974/1976 war eine Renovierung.

## Wallfahrtsanlage
Zwei barocke Kapellen stehen auf einem steilen Gelände neben einem etwa 10 m hohen geklobenen (gespaltenen) Felsen. 
Die Loretokapelle ist ein Kapellenbau mit einem Tonnengewölbe unter einem steilen Satteldach. An der nördlichen Giebelseite ist ein überdachter Umgang und der Turm angebaut. Die Kapelle ist mit einer Schnitzfigur Maria Loreto ausgestattet.
Die Mariahilfkapelle ist ein schlichter Kapellenbau mit einer Rundapsis, der Saalraum hat eine flache Stuckdecke, die Apsis hat eine stuckierte Stichkappentonne. Der Altar trägt die Figur der Gnadenmadonna mit einer barocken Bekleidung, ein hier seit dem 17. Jahrhundert verehrtes Gnadenbild. Die Schnitzgruppe Pietà entstand in der ersten Hälfte des 18. Jahrhunderts. Ein Bild mit der Gründungslegende der Wallfahrt nennt 1710. Votivbilder entstanden 1735, 1742.
Die Lourdeskapelle, auch Wasserkapelle genannt, steht unterhalb des geklobenen Felsens.